# مقاطعة ويتشيتا (تكساس)
مقاطعة ويتشيتا (بالإنجليزية: Wichita  County)‏ هي إحدى المقاطعات في ولاية تكساس، الولايات المتحدة الأمريكية.

## أعلام
- كارل ميلر
- جاي ماكجرو